# Aalsum (Westerkwartier)
 Aalsum is een oude wierde in de gemeente Westerkwartier in de Nederlandse provincie Groningen. De wierde ligt in het Humsterland aan de weg van Oldehove naar Electra, op de splitsing met de weg naar Kommerzijl. De wierde heeft een maximum hoogte van ongeveer 3,45 meter boven NAP. Driekwart van de wierde is afgegraven.
Ten zuidwesten van de wierde staat de monumentale boerderij Holmsterheerd.

## Geschiedenis
De oudste sporen van bewoning van de wierde dateren uit de 1e eeuw v.Chr. (late ijzertijd). In de middeleeuwen stonden 5 heerden op de wierde; Retkestede, Syboltsma, Hayema, Olde Wyge(r)stede (of Olde Wykestede) en Wytsestede. De familie Hayema bewoonde Aalsum eeuwenlang. In de middeleeuwen vormde de wierde het centrum van de gelijknamige Aalsumer kluft (een van de 12 van het Humsterland), die bestond uit Aalsum en het eromheen gelegen hamrik ('dorpsgebied'). In de 19e eeuw lagen er nog vier boerderijen. Tegenwoordig liggen er nog twee boerderijen (Olde Wyge(r)stede en Wytsestede) en een huis.
De wierde is rond 1919 grotendeels afgegraven; alleen de noordoostelijke en oostelijke rand zijn bewaard gebleven. Tijdens opgravingen in die tijd vond archeoloog Albert van Giffen er onder andere een vroegmiddeleeuws grafveld alsook een houten boog uit de 9e eeuw. Bij boringen in 1971 werden inheems-Romeinse, middeleeuwse en meer recente scherven aangetroffen.
In 2003 werd de wierde aangewezen als archeologisch monument. In 2005 werden provinciale plannen om de wierde weer terug te brengen in zijn oorspronkelijke staat afgeblazen. Het restant na de afgraving door Van Giffen heeft zo veel landschappelijke waarde dat 'herstel' niet acceptabel zou zijn. Bovendien was destijds een fietspad in aanleg naar Electra, waarbij het herstel van de wierde dit proces zou doorkruisen.

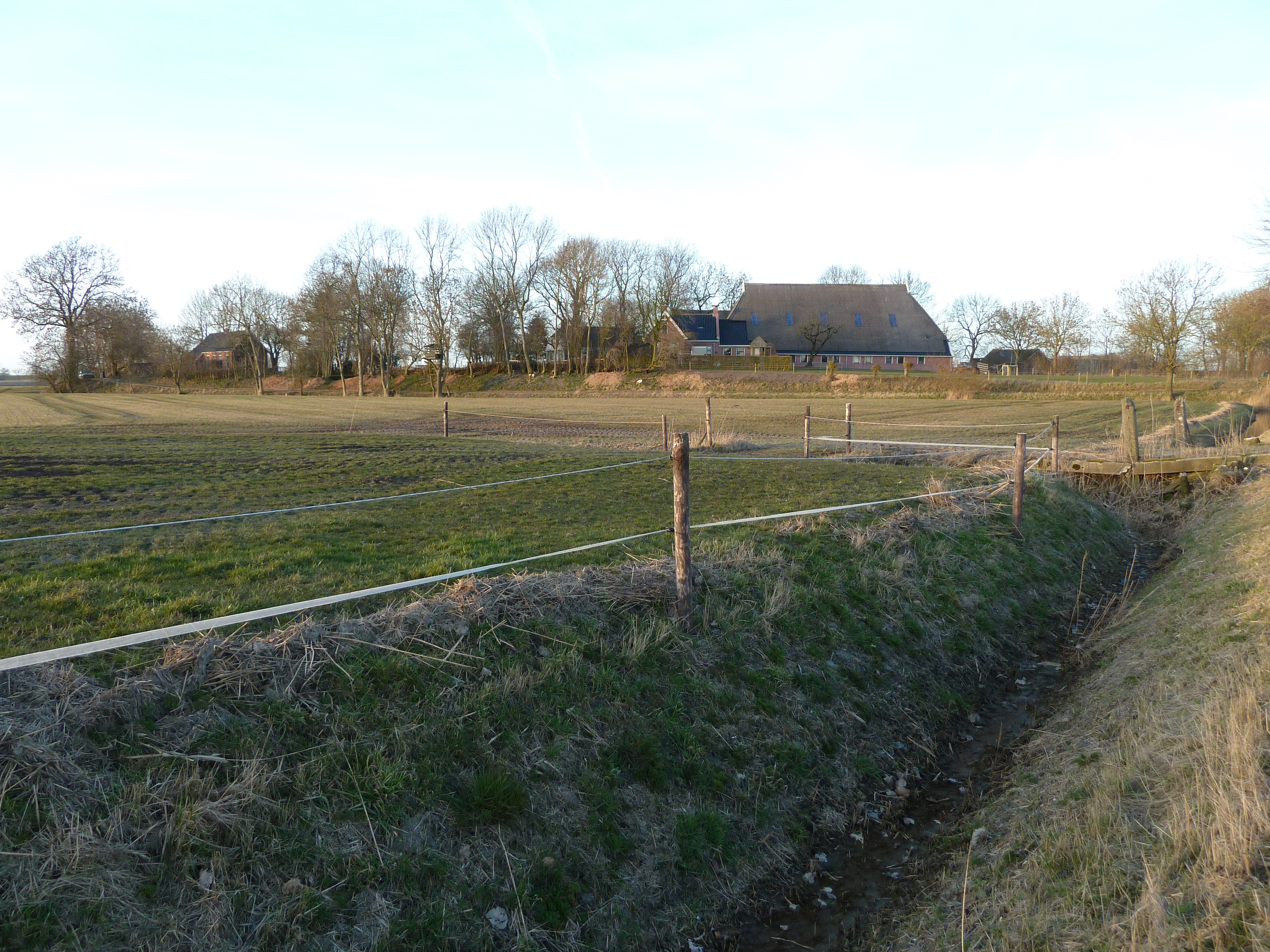
Wierde met steilrand gezien vanaf de Aalsumerweg uit de richting Kommerzijl
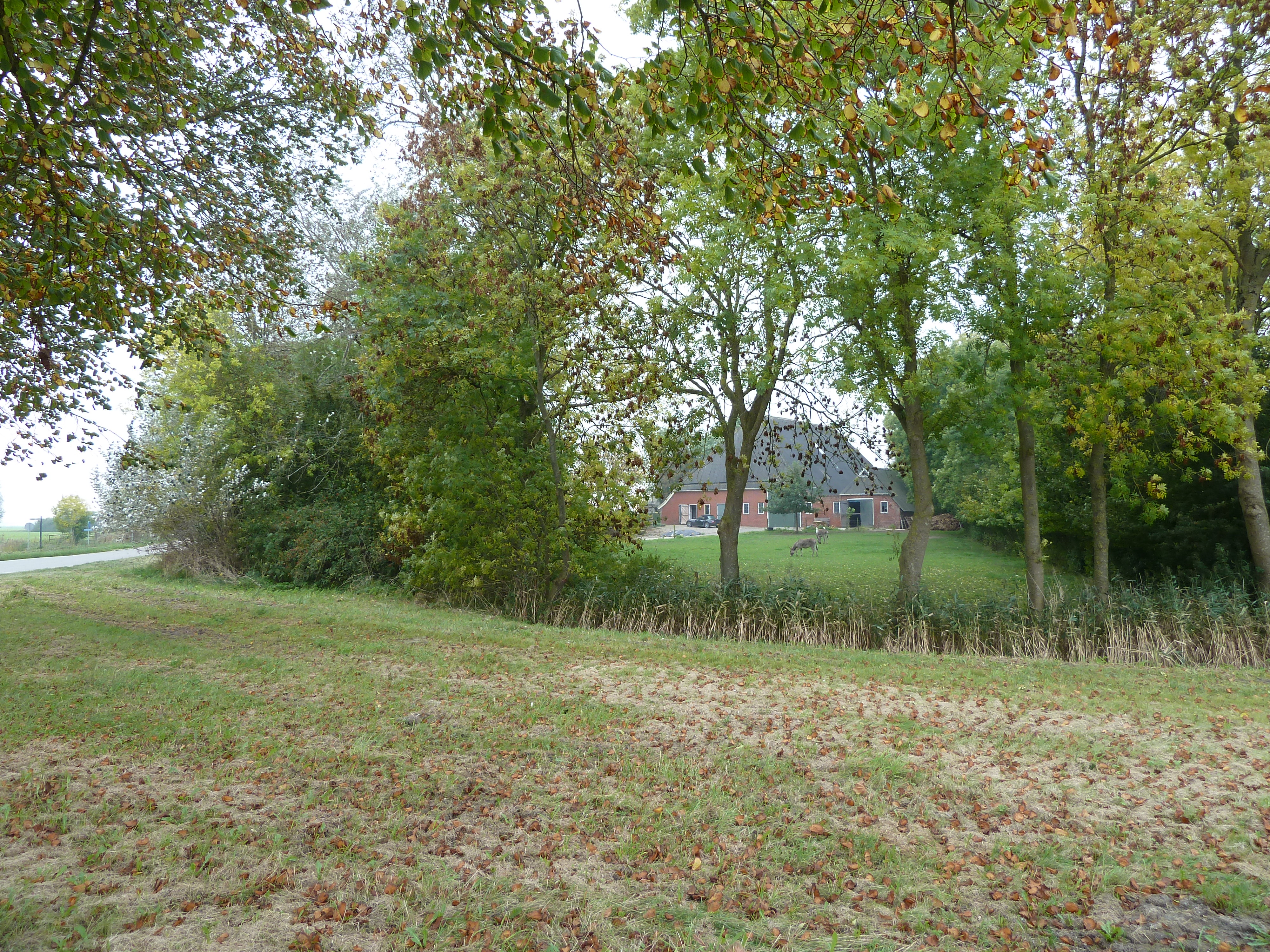
Wierde gezien vanaf de Aalsumerweg uit de richting Oldehove
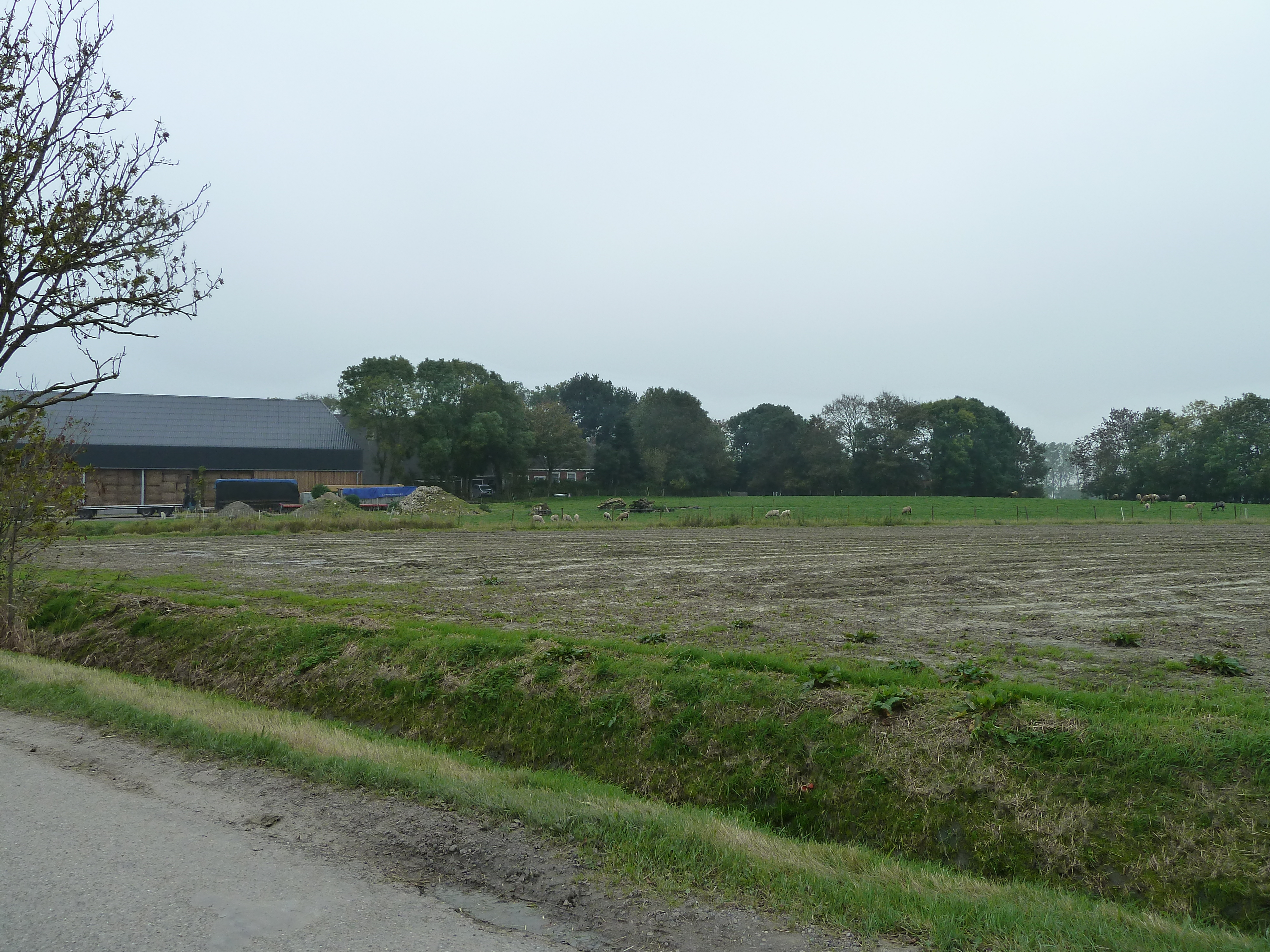
Wierde gezien vanaf de Electraweg